# Bentheimi homokkő

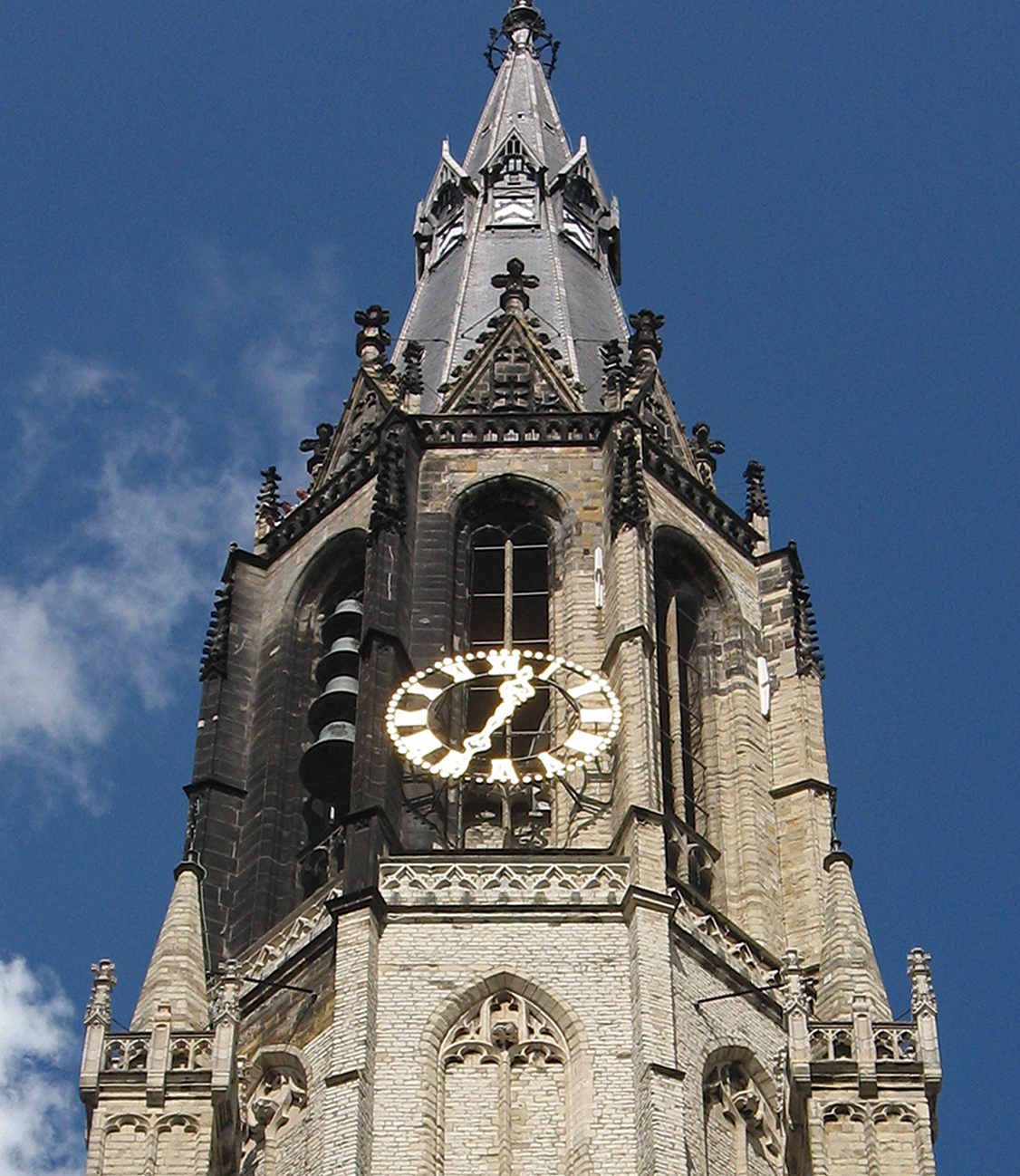
A delfti Újtemplom tornyának második szakasza, bentheimi homokkőből építve. Az időjárás viszontagságai miatt részben elszíneződve.

A bentheimi homokkő (vagy bentheimi arany) a németországi Bad Bentheim melletti kőfejtőből származó építőanyag. A 13. és a 18. század között fejtették. Bad Bentheim a holland határ közelében fekszik, így érthető, hogy főképp Frízföldre, Belgiumba, Németalföldre és Dániába szállították építésekhez.

## Bentheimi homokkőből épült épületek
- Az amszterdami királyi palota

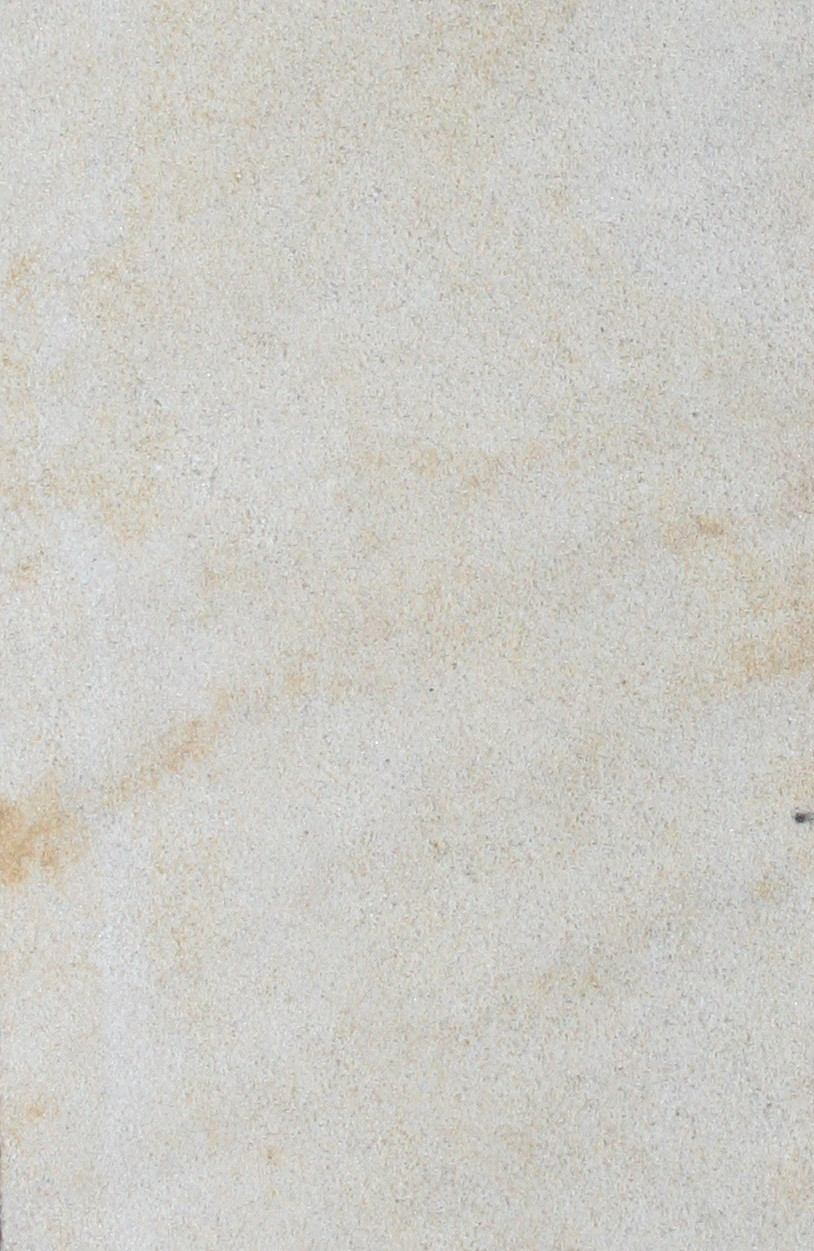
A bentheimi homokkő normális színe

- A Delfti Újtemplom (a torony második szakasza)
- Az antwerpeni Miasszonyunk templom
- Az århusi katolikus templom
- A groningeni Martini templom tornya
- A münsteri városháza
- A New York-i Szabadság-szobor talpazata